# Vòng loại Giải vô địch bóng đá nữ U-19 châu Âu 2016
Vòng loại Giải vô địch bóng đá nữ U-19 châu Âu 2016 diễn ra từ tháng 9 năm 2015 tới tháng 4 năm 2016 nhằm xác định các đội tuyển tham dự vòng chung kết tại Slovakia.
Giờ thi đấu là CEST (UTC+02:00).

## Vòng một
Các đội hạt giống Anh và Tây Ban Nha được đặc cách vào thẳng vòng hai.

### Bảng 1
Chiến thắng 23–0 của Thụy Sĩ trước Gruzia là chiến thắng có cách biệt lớn nhất tại kì vòng loại của giải U-19 nữ châu Âu.
| VT | Đội         | ST | T | H | B | BT | BB | HS  | Đ | Giành quyền tham dự |
| -- | ----------- | -- | - | - | - | -- | -- | --- | - | ------------------- |
| 1  | Thụy Sĩ (H) | 3  | 3 | 0 | 0 | 32 | 0  | +32 | 9 | Vòng hai            |
| 2  | Hy Lạp      | 3  | 2 | 0 | 1 | 9  | 8  | +1  | 6 | Vòng hai            |
| 3  | Iceland     | 3  | 1 | 0 | 2 | 7  | 5  | +2  | 3 |                     |
| 4  | Gruzia      | 3  | 0 | 0 | 3 | 1  | 36 | −35 | 0 |                     |

| Iceland                                                                                                   | 6–1      | Gruzia         |
| --- | -------- | -------------- |
| Magnúsdóttir 3' · Thorisson 34' · H. Arnarsdóttir 39' · I. Sigurdardóttir 69', 73' · Thórólfsdóttir 90+3' | Chi tiết | Nakvetauri 40' |

| Thụy Sĩ                                                                   | 7–0      | Hy Lạp |
| ------------------------------------------------------------------------- | -------- | ------ |
| Stierli 24' · Widmer 28' · Glaser 44', 71', 90' · Hurni 45+1' · Imhof 62' | Chi tiết |        |

| Hy Lạp         | 2–1      | Iceland               |
| -------------- | -------- | --------------------- |
| Sarri 44', 88' | Chi tiết | I. Sigurdardóttir 65' |

| Thụy Sĩ | 23–0     | Gruzia |
| --- | -------- | ------ |
| Stierli 2' · Glaser 5', 13', 23', 45+1' · Ramseier 8', 50', 68' (ph.đ.), 71', 80' · Peromingo 22', 39', 45', 73' · Hoti 25', 42' · Baumann 36' · Imhof 53', 61', 74', 86' · Widmer 83', 89' | Chi tiết |        |

| Iceland | 0–2      | Thụy Sĩ                  |
| ------- | -------- | ------------------------ |
|         | Chi tiết | Hofmann 20' · Widmer 81' |

| Gruzia | 0–7      | Hy Lạp                                                                                      |
| ------ | -------- | ------------------------------------------------------------------------------------------- |
|        | Chi tiết | Kaldaridou 34' · Moraitou 38' · Sarri 53', 86' · Zerva 64', 75' · Chkhartishvili 66' (l.n.) |

### Bảng 2
| VT | Đội                      | ST | T | H | B | BT | BB | HS  | Đ | Giành quyền tham dự |
| -- | ------------------------ | -- | - | - | - | -- | -- | --- | - | ------------------- |
| 1  | Pháp                     | 3  | 3 | 0 | 0 | 15 | 0  | +15 | 9 | Vòng hai            |
| 2  | Cộng hòa Séc             | 3  | 2 | 0 | 1 | 9  | 7  | +2  | 6 | Vòng hai            |
| 3  | Bosna và Hercegovina (H) | 3  | 1 | 0 | 2 | 1  | 7  | −6  | 3 |                     |
| 4  | Quần đảo Faroe           | 3  | 0 | 0 | 3 | 1  | 12 | −11 | 0 |                     |

| Pháp                          | 2–0      | Bosna và Hercegovina |
| ----------------------------- | -------- | -------------------- |
| D. Cascarino 54' · Clerac 86' | Chi tiết |                      |

| Cộng hòa Séc                                                | 4–1      | Quần đảo Faroe |
| ----------------------------------------------------------- | -------- | -------------- |
| Szewieczková 49' · Chlumová 50' · Křivská 77' · Skálová 83' | Chi tiết | Simonsen 54'   |

| Pháp                                                                         | 7–0      | Quần đảo Faroe |
| ---------------------------------------------------------------------------- | -------- | -------------- |
| Uffren 5', 90+5' · Clerac 9' · Legrout 15' · Pugnetti 45+4', 90' · Mateo 69' | Chi tiết |                |

| Bosna và Hercegovina | 0–5      | Cộng hòa Séc                                                                        |
| -------------------- | -------- | ----------------------------------------------------------------------------------- |
|                      | Chi tiết | Veselá 49' · Houzarová 57' · Szewieczková 59' (ph.đ.) · Křivská 72' · Stárová 90+1' |

| Cộng hòa Séc | 0–6      | Pháp                                                                        |
| ------------ | -------- | --------------------------------------------------------------------------- |
|              | Chi tiết | D. Cascarino 32' · Mateo 35' · Lahmari 52', 68' · Geyoro 61' · Pugnetti 80' |

| Quần đảo Faroe | 0–1      | Bosna và Hercegovina |
| -------------- | -------- | -------------------- |
|                | Chi tiết | Mujkić 13'           |

### Bảng 3
| VT | Đội        | ST | T | H | B | BT | BB | HS  | Đ | Giành quyền tham dự |
| -- | ---------- | -- | - | - | - | -- | -- | --- | - | ------------------- |
| 1  | Azerbaijan | 3  | 3 | 0 | 0 | 9  | 2  | +7  | 9 | Vòng hai            |
| 2  | Bỉ         | 3  | 2 | 0 | 1 | 10 | 3  | +7  | 6 | Vòng hai            |
| 3  | Croatia    | 3  | 1 | 0 | 2 | 4  | 8  | −4  | 3 |                     |
| 4  | Wales (H)  | 3  | 0 | 0 | 3 | 3  | 13 | −10 | 0 |                     |

| Wales       | 1–4      | Azerbaijan                                    |
| ----------- | -------- | --------------------------------------------- |
| Holland 22' | Chi tiết | Bakarandze 24' · Relea 34', 72' · Jalilli 62' |

| Bỉ                                                             | 4–0      | Croatia |
| -------------------------------------------------------------- | -------- | ------- |
| Drezga 45+2' (l.n.) · Velde 61' · Baldewijns 68' · Awete 90+5' | Chi tiết |         |

| Croatia                             | 3–2      | Wales                      |
| ----------------------------------- | -------- | -------------------------- |
| Bošnjak 10' · Mihić 22' · Radoš 68' | Chi tiết | Holland 38' · Estcourt 56' |

| Bỉ | 0–3      | Azerbaijan                   |
| -- | -------- | ---------------------------- |
|    | Chi tiết | Relea 29', 45' · Aliyeva 67' |

| Wales | 0–6      | Bỉ                                                                   |
| ----- | -------- | -------------------------------------------------------------------- |
|       | Chi tiết | Awete 16' · Guns 45+1' · Maximus 66', 78' · Velde 81' · Iliano 90+3' |

| Azerbaijan             | 2–1      | Croatia    |
| ---------------------- | -------- | ---------- |
| Jalilli 9' · Relea 61' | Chi tiết | Drezga 11' |

### Bảng 4
| VT | Đội          | ST | T | H | B | BT | BB | HS  | Đ | Giành quyền tham dự |
| -- | ------------ | -- | - | - | - | -- | -- | --- | - | ------------------- |
| 1  | Phần Lan (H) | 3  | 3 | 0 | 0 | 16 | 3  | +13 | 9 | Vòng hai            |
| 2  | Ba Lan       | 3  | 2 | 0 | 1 | 12 | 7  | +5  | 6 | Vòng hai            |
| 3  | Thổ Nhĩ Kỳ   | 3  | 1 | 0 | 2 | 1  | 5  | −4  | 3 |                     |
| 4  | Litva        | 3  | 0 | 0 | 3 | 0  | 14 | −14 | 0 |                     |

| Ba Lan                                                      | 5–0      | Litva |
| ----------------------------------------------------------- | -------- | ----- |
| Ostrowska 13' · Kaminska 17' · Lefeld 19' · Jerzak 25', 51' | Chi tiết |       |

| Phần Lan   | 1–0      | Thổ Nhĩ Kỳ |
| ---------- | -------- | ---------- |
| Collin 49' | Chi tiết |            |

| Phần Lan                                                          | 8–0      | Litva |
| ----------------------------------------------------------------- | -------- | ----- |
| Collin 3', 63' · Kollanen 11', 14', 49', 80', 89' · Bröijer 90+3' | Chi tiết |       |

| Thổ Nhĩ Kỳ | 0–4      | Ba Lan                                                      |
| ---------- | -------- | ----------------------------------------------------------- |
|            | Chi tiết | Michalczyk 58' · Grabowska 81' · Cieśla 86' · Mesjasz 90+1' |

| Ba Lan                                          | 3–7      | Phần Lan                                                           |
| ----------------------------------------------- | -------- | ------------------------------------------------------------------ |
| Grabowska 6' · Jędrzejewicz 79' · Ostrowska 84' | Chi tiết | Kuoksa 8', 49', 86' · Kollanen 26', 65' · Roth 40' · Miettunen 71' |

| Litva | 0–1      | Thổ Nhĩ Kỳ    |
| ----- | -------- | ------------- |
|       | Chi tiết | Sivrikaya 84' |

### Bảng 5
| VT | Đội         | ST | T | H | B | BT | BB | HS  | Đ | Giành quyền tham dự |
| -- | ----------- | -- | - | - | - | -- | -- | --- | - | ------------------- |
| 1  | Đức         | 3  | 3 | 0 | 0 | 15 | 1  | +14 | 9 | Vòng hai            |
| 2  | Hungary (H) | 3  | 2 | 0 | 1 | 6  | 2  | +4  | 6 | Vòng hai            |
| 3  | Serbia      | 3  | 1 | 0 | 2 | 3  | 7  | −4  | 3 |                     |
| 4  | Kazakhstan  | 3  | 0 | 0 | 3 | 0  | 14 | −14 | 0 |                     |

| Đức              | 2–0      | Hungary |
| ---------------- | -------- | ------- |
| Sanders 61', 83' | Chi tiết |         |

| Serbia                        | 2–0      | Kazakhstan |
| ----------------------------- | -------- | ---------- |
| Stefanović 82' · Pantelić 88' | Chi tiết |            |

| Đức                                                                                  | 7–0      | Kazakhstan |
| ------------------------------------------------------------------------------------ | -------- | ---------- |
| Zakaryayeva 31' (l.n.) · Ott 34', 41' · Walkling 47', 56' · Gasper 51' · Sanders 80' | Chi tiết |            |

| Hungary          | 1–0      | Serbia |
| ---------------- | -------- | ------ |
| Farádi-Szabó 40' | Chi tiết |        |

| Serbia       | 1–6      | Đức                                                          |
| ------------ | -------- | ------------------------------------------------------------ |
| Pantelić 57' | Chi tiết | Walkling 2', 9' · Sanders 27', 55' · Ott 30' · Schwalm 90+1' |

| Kazakhstan | 0–5      | Hungary                                                |
| ---------- | -------- | ------------------------------------------------------ |
|            | Chi tiết | Kaján 16', 35' · Szakonyi 40' · Gelb 44' · Turányi 73' |

### Bảng 6
| VT | Đội               | ST | T | H | B | BT | BB | HS  | Đ | Giành quyền tham dự |
| -- | ----------------- | -- | - | - | - | -- | -- | --- | - | ------------------- |
| 1  | Thụy Điển         | 3  | 3 | 0 | 0 | 12 | 0  | +12 | 9 | Vòng hai            |
| 2  | Bắc Ireland       | 3  | 1 | 1 | 1 | 5  | 4  | +1  | 4 | Vòng hai            |
| 3  | Montenegro        | 3  | 1 | 1 | 1 | 4  | 6  | −2  | 4 |                     |
| 4  | Bắc Macedonia (H) | 3  | 0 | 0 | 3 | 1  | 12 | −11 | 0 |                     |

| Thụy Điển                              | 3–0      | Bắc Macedonia |
| -------------------------------------- | -------- | ------------- |
| Löfqvist 41' · Björn 74' · Persson 88' | Chi tiết |               |

| Bắc Ireland | 0–0      | Montenegro |
| ----------- | -------- | ---------- |
|             | Chi tiết |            |

| Thụy Điển                                                                                          | 5–0      | Montenegro |
| -------------------------------------------------------------------------------------------------- | -------- | ---------- |
| Zigiotti Olme 2' · Löfqvist 23' · M. Micunović 45+3' (l.n.) · Blomqvist 49' · Angeldal 54' (ph.đ.) | Chi tiết |            |

| Bắc Macedonia | 0–5      | Bắc Ireland                                                                      |
| ------------- | -------- | -------------------------------------------------------------------------------- |
|               | Chi tiết | McGlade 7' · Nikolovska 11' (l.n.) · McGivern 45+1' · T. Burns 89' · Kelly 90+3' |

| Bắc Ireland | 0–4      | Thụy Điển                                      |
| ----------- | -------- | ---------------------------------------------- |
|             | Chi tiết | Persson 18' · Göthberg 81' · Anvegård 83', 88' |

| Montenegro                                           | 4–1      | Bắc Macedonia |
| ---------------------------------------------------- | -------- | ------------- |
| Bojat 10', 89' (ph.đ.) · M. Knezević 16' · Božić 70' | Chi tiết | Bojku 61'     |

### Bảng 7
| VT | Đội        | ST | T | H | B | BT | BB | HS  | Đ | Giành quyền tham dự |
| -- | ---------- | -- | - | - | - | -- | -- | --- | - | ------------------- |
| 1  | Hà Lan (H) | 3  | 2 | 1 | 0 | 22 | 1  | +21 | 7 | Vòng hai            |
| 2  | Ý          | 3  | 2 | 1 | 0 | 21 | 1  | +20 | 7 | Vòng hai            |
| 3  | Moldova    | 3  | 1 | 0 | 2 | 2  | 22 | −20 | 3 |                     |
| 4  | Síp        | 3  | 0 | 0 | 3 | 1  | 22 | −21 | 0 |                     |

| Ý | 9–0      | Moldova |
| --- | -------- | ------- |
| Marinelli 10' · Bergamaschi 18', 51', 68', 90' · Simonetti 24', 50' (ph.đ.) · Vigilucci 36' · Piemonte 70' | Chi tiết |         |

| Hà Lan | 9–0      | Síp |
| --- | -------- | --- |
| Hendriks 2', 21' · Folkertsma 16', 37' (ph.đ.), 40' · Raaijmakers 26', 28' · Van den Goorbergh 48' · Noordam 67' | Chi tiết |     |

| Síp | 0–11     | Ý |
| --- | -------- | --- |
|     | Chi tiết | Antoniou 8' (l.n.) · Marinelli 30', 62', 66' · Mella 41', 69' · Mascarello 55' (ph.đ.), 76' · Serturini 85' · Pisani 88' · Mellano 90+1' |

| Hà Lan | 12–0     | Moldova |
| --- | -------- | ------- |
| Van Velzen 29', 84' · Admiraal 38' · Sanders 45+4' · Noordam 50' · Verhoeve 60', 75', 90+5' · Koster 69', 78' · Van der Linden 82' (ph.đ.) · Raaijmakers 90+2' | Chi tiết |         |

| Ý           | 1–1      | Hà Lan          |
| ----------- | -------- | --------------- |
| Boattin 66' | Chi tiết | Raaijmakers 27' |

| Moldova                     | 2–1      | Síp                   |
| --------------------------- | -------- | --------------------- |
| Arnautu 80' · Culcițchi 89' | Chi tiết | Demetriou 54' (ph.đ.) |

### Bảng 8
| VT | Đội            | ST | T | H | B | BT | BB | HS  | Đ | Giành quyền tham dự |
| -- | -------------- | -- | - | - | - | -- | -- | --- | - | ------------------- |
| 1  | Na Uy          | 3  | 2 | 1 | 0 | 15 | 2  | +13 | 7 | Vòng hai            |
| 2  | Bồ Đào Nha (H) | 3  | 2 | 1 | 0 | 8  | 3  | +5  | 7 | Vòng hai            |
| 3  | Israel         | 3  | 0 | 1 | 2 | 3  | 11 | −8  | 1 |                     |
| 4  | Estonia        | 3  | 0 | 1 | 2 | 2  | 12 | −10 | 1 |                     |

| Na Uy                                                 | 6–0      | Estonia |
| ----------------------------------------------------- | -------- | ------- |
| Kvernvolden 3', 43', 53' · Hasund 4', 38' · Døvle 18' | Chi tiết |         |

| Bồ Đào Nha             | 2–1      | Israel    |
| ---------------------- | -------- | --------- |
| Amado 20' · Cristo 79' | Chi tiết | Sofer 64' |

| Na Uy                                                                                     | 7–0      | Israel |
| ----------------------------------------------------------------------------------------- | -------- | ------ |
| Døvle 14' · Hiim 38' · Fjelldal 49', 72' · Lie 53' · Hansen 56' (ph.đ.) · Kvernvolden 88' | Chi tiết |        |

| Estonia | 0–4      | Bồ Đào Nha                                           |
| ------- | -------- | ---------------------------------------------------- |
|         | Chi tiết | I. Silva 27' · Cristo 46' · Amado 51' · Cordeiro 90' |

| Bồ Đào Nha              | 2–2      | Na Uy             |
| ----------------------- | -------- | ----------------- |
| Cardoso 4' · Cristo 16' | Chi tiết | Fjelldal 74', 80' |

| Israel                   | 2–2      | Estonia                |
| ------------------------ | -------- | ---------------------- |
| Cabrera 40' · Avital 54' | Chi tiết | Tereštšenkova 80', 88' |

### Bảng 9
| VT | Đội         | ST | T | H | B | BT | BB | HS  | Đ | Giành quyền tham dự |
| -- | ----------- | -- | - | - | - | -- | -- | --- | - | ------------------- |
| 1  | Đan Mạch    | 3  | 3 | 0 | 0 | 11 | 1  | +10 | 9 | Vòng hai            |
| 2  | Belarus (H) | 3  | 2 | 0 | 1 | 11 | 3  | +8  | 6 | Vòng hai            |
| 3  | România     | 3  | 1 | 0 | 2 | 9  | 4  | +5  | 3 |                     |
| 4  | Latvia      | 3  | 0 | 0 | 3 | 0  | 23 | −23 | 0 |                     |

| Đan Mạch                  | 2–1      | Belarus        |
| ------------------------- | -------- | -------------- |
| Hansen 6' · Henriksen 25' | Chi tiết | Kazakevich 64' |

| România                                                                                | 8–0      | Latvia |
| -------------------------------------------------------------------------------------- | -------- | ------ |
| Ciolacu 17', 44', 58' · Vasile 25', 30' · Ambruș 34' · Popa 54' · Barabași 82' (ph.đ.) | Chi tiết |        |

| Đan Mạch                                                                 | 8–0      | Latvia |
| ------------------------------------------------------------------------ | -------- | ------ |
| Sørensen 7', 17', 29', 37' · Hansen 20', 61' · Henriksen 24' · Jørup 72' | Chi tiết |        |

| Belarus                               | 3–1      | România  |
| ------------------------------------- | -------- | -------- |
| Sergeychik 16', 28' · Dranovskaya 51' | Chi tiết | Popa 63' |

| România | 0–1      | Đan Mạch      |
| ------- | -------- | ------------- |
|         | Chi tiết | Henriksen 22' |

| Latvia | 0–7      | Belarus                                                           |
| ------ | -------- | ----------------------------------------------------------------- |
|        | Chi tiết | Shuppo 12', 63', 72', 90' · Dranovskaya 17', 52' · Kazakevich 64' |

### Bảng 10
| VT | Đội              | ST | T | H | B | BT | BB | HS  | Đ | Giành quyền tham dự |
| -- | ---------------- | -- | - | - | - | -- | -- | --- | - | ------------------- |
| 1  | Nga              | 3  | 3 | 0 | 0 | 13 | 2  | +11 | 9 | Vòng hai            |
| 2  | Cộng hòa Ireland | 3  | 2 | 0 | 1 | 10 | 2  | +8  | 6 | Vòng hai            |
| 3  | Slovenia (H)     | 3  | 1 | 0 | 2 | 4  | 10 | −6  | 3 |                     |
| 4  | Bulgaria         | 3  | 0 | 0 | 3 | 0  | 13 | −13 | 0 |                     |

| Cộng hòa Ireland | 3–0 Xử thắng | Slovenia  |
| ---------------- | ------------ | --------- |
| Connolly 30'     | Chi tiết     | Kolbl 84' |

Trận đấu kết thúc với tỉ số 1–1 trước khi UEFA xử Cộng hòa Ireland thắng 3–0 do Slovenia cho vào sân cầu thủ không đủ tư cách thi đấu.
| Nga                                   | 4–0      | Bulgaria |
| ------------------------------------- | -------- | -------- |
| Fedorova 36', 66', 85' · Andreeva 38' | Chi tiết |          |

| Cộng hòa Ireland                                                 | 6–0      | Bulgaria |
| ---------------------------------------------------------------- | -------- | -------- |
| Connolly 9', 55', 79' (ph.đ.), 83' · McCarthy 12' · J. Nolan 65' | Chi tiết |          |

| Slovenia  | 1–7      | Nga                                                                  |
| --------- | -------- | -------------------------------------------------------------------- |
| Jelen 37' | Chi tiết | Andreeva 6', 84' · Fedorova 17', 59', 63' (ph.đ.) · Mashina 54', 84' |

| Nga                         | 2–1      | Cộng hòa Ireland |
| --------------------------- | -------- | ---------------- |
| Andreeva 56' · Fedorova 71' | Chi tiết | J. Nolan 4'      |

| Bulgaria | 0–3      | Slovenia                    |
| -------- | -------- | --------------------------- |
|          | Chi tiết | Kolbl 58', 59' · Godina 76' |

### Bảng 11
| VT | Đội      | ST | T | H | B | BT | BB | HS  | Đ | Giành quyền tham dự |
| -- | -------- | -- | - | - | - | -- | -- | --- | - | ------------------- |
| 1  | Scotland | 3  | 3 | 0 | 0 | 9  | 5  | +4  | 9 | Vòng hai            |
| 2  | Áo (H)   | 3  | 2 | 0 | 1 | 10 | 3  | +7  | 6 | Vòng hai            |
| 3  | Ukraina  | 3  | 1 | 0 | 2 | 5  | 5  | 0   | 3 |                     |
| 4  | Albania  | 3  | 0 | 0 | 3 | 4  | 15 | −11 | 0 |                     |

| Scotland                                  | 3–2      | Ukraina                       |
| ----------------------------------------- | -------- | ----------------------------- |
| Harrison 17' · Cuthbert 47' · Tweedie 75' | Chi tiết | Lymar 41' · Matviyishyn 90+4' |

| Áo                                                                             | 8–1      | Albania    |
| ------------------------------------------------------------------------------ | -------- | ---------- |
| Lackner 5', 14', 90' · Dunst 41', 68' · Naschenweng 56' · Wasserbauer 59', 65' | Chi tiết | Gjegji 85' |

| Scotland                                        | 4–2      | Albania                   |
| ----------------------------------------------- | -------- | ------------------------- |
| Tweedie 9' · Howat 20' · Hanson 41' · Boyce 74' | Chi tiết | Franja 25' · Gjegji 45+3' |

| Ukraina | 0–1      | Áo                  |
| ------- | -------- | ------------------- |
|         | Chi tiết | Pinther 87' (ph.đ.) |

| Áo               | 1–2      | Scotland                   |
| ---------------- | -------- | -------------------------- |
| Egretzberger 23' | Chi tiết | Tweedie 22' · Cuthbert 35' |

| Albania       | 1–3      | Ukraina                                                |
| ------------- | -------- | ------------------------------------------------------ |
| Behluli 90+1' | Chi tiết | Budaieva 43' · Polyukhovych 45+1' · Kadolli 67' (l.n.) |

## Vòng hai

### Bảng 1
| VT | Đội                  | ST | T | H | B | BT | BB | HS | Đ | Giành quyền tham dự |
| -- | -------------------- | -- | - | - | - | -- | -- | -- | - | ------------------- |
| 1  | Đức                  | 3  | 3 | 0 | 0 | 9  | 2  | +7 | 9 | Vòng chung kết      |
| 2  | Cộng hòa Ireland (H) | 3  | 2 | 0 | 1 | 5  | 1  | +4 | 6 |                     |
| 3  | Ba Lan               | 3  | 0 | 1 | 2 | 1  | 5  | −4 | 1 |                     |
| 4  | Azerbaijan           | 3  | 0 | 1 | 2 | 1  | 8  | −7 | 1 |                     |

| Azerbaijan | 0–0      | Ba Lan |
| ---------- | -------- | ------ |
|            | Chi tiết |        |

| Đức         | 1–0      | Cộng hòa Ireland |
| ----------- | -------- | ---------------- |
| Schwalm 31' | Chi tiết |                  |

| Đức                              | 3–1      | Ba Lan         |
| -------------------------------- | -------- | -------------- |
| Ehegötz 73', 90+4' · Gieseke 78' | Chi tiết | Wierzbicka 51' |

| Cộng hòa Ireland                                  | 3–0      | Azerbaijan |
| ------------------------------------------------- | -------- | ---------- |
| McLaughlin 15' · H. Nolan 59' (ph.đ.) · Prior 70' | Chi tiết |            |

| Azerbaijan  | 1–5      | Đức                                                      |
| ----------- | -------- | -------------------------------------------------------- |
| Aliyeva 28' | Chi tiết | Gasper 31' · Hartig 61' · Gieseke 75', 78' · Schwalm 80' |

| Ba Lan | 0–2      | Cộng hòa Ireland                  |
| ------ | -------- | --------------------------------- |
|        | Chi tiết | H. Nolan 49' (ph.đ.) · Beirne 87' |

### Bảng 2
| VT | Đội           | ST | T | H | B | BT | BB | HS | Đ | Giành quyền tham dự |
| -- | ------------- | -- | - | - | - | -- | -- | -- | - | ------------------- |
| 1  | Áo            | 3  | 2 | 0 | 1 | 3  | 1  | +2 | 6 | Vòng chung kết      |
| 2  | Thụy Điển (H) | 3  | 1 | 1 | 1 | 2  | 2  | 0  | 4 |                     |
| 3  | Anh           | 3  | 1 | 1 | 1 | 1  | 1  | 0  | 4 |                     |
| 4  | Bỉ            | 3  | 1 | 0 | 2 | 2  | 4  | −2 | 3 |                     |

| Anh        | 1–0      | Áo |
| ---------- | -------- | -- |
| George 33' | Chi tiết |    |

| Thụy Điển                                 | 2–1      | Bỉ             |
| ----------------------------------------- | -------- | -------------- |
| Anvegård 38' · Vandenbussche 45+1' (l.n.) | Chi tiết | Baldewijns 88' |

| Anh | 0–1      | Bỉ          |
| --- | -------- | ----------- |
|     | Chi tiết | Gorniak 40' |

| Áo         | 1–0      | Thụy Điển |
| ---------- | -------- | --------- |
| Kofler 61' | Chi tiết |           |

| Thụy Điển | 0–0      | Anh |
| --------- | -------- | --- |
|           | Chi tiết |     |

| Bỉ | 0–2      | Áo                            |
| -- | -------- | ----------------------------- |
|    | Chi tiết | Pinther 35' · Wasserbauer 65' |

### Bảng 3
| VT | Đội          | ST | T | H | B | BT | BB | HS | Đ | Giành quyền tham dự |
| -- | ------------ | -- | - | - | - | -- | -- | -- | - | ------------------- |
| 1  | Hà Lan (H)   | 3  | 2 | 1 | 0 | 11 | 3  | +8 | 7 | Vòng chung kết      |
| 2  | Cộng hòa Séc | 3  | 2 | 0 | 1 | 6  | 8  | −2 | 6 |                     |
| 3  | Phần Lan     | 3  | 1 | 1 | 1 | 4  | 4  | 0  | 4 |                     |
| 4  | Belarus      | 3  | 0 | 0 | 3 | 1  | 7  | −6 | 0 |                     |

| Phần Lan                             | 2–1      | Belarus       |
| ------------------------------------ | -------- | ------------- |
| Laakkonen 14' · Kollanen 28' (ph.đ.) | Chi tiết | Vasilyeva 75' |

| Hà Lan                                                                                  | 7–2      | Cộng hòa Séc                       |
| --------------------------------------------------------------------------------------- | -------- | ---------------------------------- |
| Majerová 7' (l.n.) · Roord 17' · Folkertsma 21', 43', 78' (ph.đ.), 86' · Admiraal 90+1' | Chi tiết | Waltrová 60' · Stárová 79' (ph.đ.) |

| Phần Lan      | 1–2      | Cộng hòa Séc        |
| ------------- | -------- | ------------------- |
| Savolainen 2' | Chi tiết | Ducháčková 19', 44' |

| Belarus | 0–3      | Hà Lan                                        |
| ------- | -------- | --------------------------------------------- |
|         | Chi tiết | Folkertsma 7' · Van der Wal 52' · Noordam 69' |

| Hà Lan                   | 1–1      | Phần Lan   |
| ------------------------ | -------- | ---------- |
| Folkertsma 90+3' (ph.đ.) | Chi tiết | Collin 53' |

| Cộng hòa Séc                 | 2–0      | Belarus |
| ---------------------------- | -------- | ------- |
| Ducháčková 55' · Skálová 80' | Chi tiết |         |

### Bảng 4
| VT | Đội          | ST | T | H | B | BT | BB | HS  | Đ | Giành quyền tham dự |
| -- | ------------ | -- | - | - | - | -- | -- | --- | - | ------------------- |
| 1  | Tây Ban Nha  | 3  | 3 | 0 | 0 | 13 | 2  | +11 | 9 | Vòng chung kết      |
| 2  | Đan Mạch (H) | 3  | 1 | 1 | 1 | 7  | 4  | +3  | 4 |                     |
| 3  | Ý            | 3  | 1 | 1 | 1 | 4  | 4  | 0   | 4 |                     |
| 4  | Bắc Ireland  | 3  | 0 | 0 | 3 | 1  | 15 | −14 | 0 |                     |

| Tây Ban Nha                                   | 3–0      | Ý |
| --------------------------------------------- | -------- | - |
| García 20' · N. Garrote 61' · Hernández 90+3' | Chi tiết |   |

| Đan Mạch                                                 | 5–0      | Bắc Ireland |
| -------------------------------------------------------- | -------- | ----------- |
| Abildå 32', 90+2' · Barut 48' · Frank 78' · Hymøller 84' | Chi tiết |             |

| Tây Ban Nha                                                           | 7–1      | Bắc Ireland  |
| --------------------------------------------------------------------- | -------- | ------------ |
| Hernández 20', 86' · García 29', 76' · P. Garrote 33', 58' · Oroz 81' | Chi tiết | Holloway 61' |

| Ý             | 1–1      | Đan Mạch  |
| ------------- | -------- | --------- |
| Serturini 70' | Chi tiết | Frank 87' |

| Đan Mạch   | 1–3      | Tây Ban Nha                 |
| ---------- | -------- | --------------------------- |
| Krum 90+3' | Chi tiết | Oroz 48', 89' · Sánchez 79' |

| Bắc Ireland | 0–3      | Ý                                                      |
| ----------- | -------- | ------------------------------------------------------ |
|             | Chi tiết | Simonetti 38' (ph.đ.) · Serturini 52' · Piemonte 90+4' |

### Bảng 5
| VT | Đội            | ST | T | H | B | BT | BB | HS  | Đ | Giành quyền tham dự |
| -- | -------------- | -- | - | - | - | -- | -- | --- | - | ------------------- |
| 1  | Pháp           | 3  | 3 | 0 | 0 | 11 | 0  | +11 | 9 | Vòng chung kết      |
| 2  | Bồ Đào Nha (H) | 3  | 1 | 1 | 1 | 3  | 4  | −1  | 4 |                     |
| 3  | Scotland       | 3  | 1 | 1 | 1 | 2  | 3  | −1  | 4 |                     |
| 4  | Hy Lạp         | 3  | 0 | 0 | 3 | 0  | 9  | −9  | 0 |                     |

| Scotland      | 1–0      | Hy Lạp |
| ------------- | -------- | ------ |
| Gallacher 63' | Chi tiết |        |

| Pháp                                 | 3–0      | Bồ Đào Nha |
| ------------------------------------ | -------- | ---------- |
| Condon 42' · Katoto 54' · Clerac 81' | Chi tiết |            |

| Pháp                                                          | 6–0      | Hy Lạp |
| ------------------------------------------------------------- | -------- | ------ |
| Katoto 12' · Elisor 30', 45' · Legrout 41' · Mateo 90', 90+2' | Chi tiết |        |

| Bồ Đào Nha | 1–1      | Scotland  |
| ---------- | -------- | --------- |
| Faria 65'  | Chi tiết | Brown 21' |

| Scotland | 0–2      | Pháp                      |
| -------- | -------- | ------------------------- |
|          | Chi tiết | Greboval 58' · Geyoro 64' |

| Hy Lạp | 0–2      | Bồ Đào Nha            |
| ------ | -------- | --------------------- |
|        | Chi tiết | Capeta 39' · Seca 53' |

### Bảng 6
| VT | Đội         | ST | T | H | B | BT | BB | HS | Đ | Giành quyền tham dự |
| -- | ----------- | -- | - | - | - | -- | -- | -- | - | ------------------- |
| 1  | Thụy Sĩ     | 3  | 2 | 1 | 0 | 7  | 2  | +5 | 7 | Vòng chung kết      |
| 2  | Na Uy       | 3  | 2 | 1 | 0 | 4  | 2  | +2 | 7 | Vòng chung kết      |
| 3  | Nga         | 3  | 0 | 1 | 2 | 1  | 3  | −2 | 1 |                     |
| 4  | Hungary (H) | 3  | 0 | 1 | 2 | 1  | 6  | −5 | 1 |                     |

| Thụy Sĩ                         | 2–2      | Na Uy                |
| ------------------------------- | -------- | -------------------- |
| Zehnder 9' · Mégroz 80' (ph.đ.) | Chi tiết | Hansen 48' · Lie 71' |

| Nga          | 1–1      | Hungary   |
| ------------ | -------- | --------- |
| Khotyreva 8' | Chi tiết | Kaján 56' |

| Thụy Sĩ                                     | 4–0      | Hungary |
| ------------------------------------------- | -------- | ------- |
| Zehnder 3', 27' · Widmer 45+1' · Mégroz 82' | Chi tiết |         |

| Na Uy     | 1–0      | Nga |
| --------- | -------- | --- |
| Døvle 88' | Chi tiết |     |

| Nga | 0–1      | Thụy Sĩ     |
| --- | -------- | ----------- |
|     | Chi tiết | Zehnder 59' |

| Hungary | 0–1      | Na Uy    |
| ------- | -------- | -------- |
|         | Chi tiết | Lund 23' |

### Xếp hạng đội nhì bảng
Chỉ các trận đấu với đội nhất bảng và thứ ba mới được sử dụng để xác định thứ hạng.
| VT | Bg | Đội              | ST | T | H | B | BT | BB | HS | Đ |
| -- | -- | ---------------- | -- | - | - | - | -- | -- | -- | - |
| 1  | 6  | Na Uy            | 2  | 1 | 1 | 0 | 3  | 2  | +1 | 4 |
| 2  | 1  | Cộng hòa Ireland | 2  | 1 | 0 | 1 | 2  | 1  | +1 | 3 |
| 3  | 3  | Cộng hòa Séc     | 2  | 1 | 0 | 1 | 4  | 8  | −4 | 3 |
| 4  | 2  | Thụy Điển        | 2  | 0 | 1 | 1 | 0  | 1  | −1 | 1 |
| 5  | 4  | Đan Mạch         | 2  | 0 | 1 | 1 | 2  | 4  | −2 | 1 |
| 6  | 5  | Bồ Đào Nha       | 2  | 0 | 1 | 1 | 1  | 4  | −3 | 1 |